# 周弘 (明朝)
周弘（14世紀—15世紀），字友毅，福建汀州府上杭縣在城里人，明朝政治人物。

## 生平
周弘個性寬厚廉謹，永樂十二年（1414年）中舉人，十九年（1421年）成進士，獲授柘城知縣，判案平恕，每次裁決囚犯後數天依然悶悶不樂，甚至忘記飲食，曾對人說：「我怎麼不知犯者罪當死，但我心惻然不能遏止。」治理地方如家庭一樣，愛民如子，禁止橫暴、裁減冗費，邑政因此大治，陞廣西道監察御史，死後入祀柘城名宦祠。

## 引用
1. 1 2  同治《上杭縣志·卷九·人物志》：周宏，字友毅，在城里人，永樂辛丑進士，初知柘城縣，寬恕廉慎，邑有「治官如家，愛民猶子」之頌，斷獄一以平恕，為務每決囚，數日後猶忽忽，不樂飲食，或因之廢；嘗語人曰：「我豈不知犯者罪當死，特此心惻然自不容遏耳。」尋擢廣西道御史。
2. ↑  同治《上杭縣志·卷八·選舉志》：科第……（永樂）十二年甲午鄉試何瓊榜 周宏 字友毅，在城里人，第五名，見進士……十九年辛丑會試曾鶴齡榜……周宏 任行在廣西道御史，有傳
3. ↑  光緒《柘城縣志·卷二》：周宏，宣德年任（知縣），寬厚廉謹，治官如家，愛民猶子，禁暴橫、裁冗費，邑以大治，祀名宦。